# スターダッシュNo.1!
『スターダッシュNo1!』（スターダッシュナンバーワン）は、一部TBS系列局で放送されたテレビドラマ形式のバラエティ番組である。TBSでは1980年4月3日から1980年9月25日まで、毎週木曜 19:00 - 19:30 (JST) に放送。
同時間帯はローカルセールス枠だったことから（現行のローカル枠とは別に設定）、毎日放送（MBS）のように系列局であってもこの番組を放送しなかった局や遅れネットで放送する局が多数存在した。
明日のスターを夢見る娘たちを主人公に、ゲストを迎えドラマと歌で楽しく綴るという内容で放送。1978年4月放送開始の『UFOセブン大冒険』に端を発するバラエティドラマの第5弾だが、この番組では芸能学校を舞台にしたドラマの体裁が採られた。

## キャスティング
主演は『UFOセブン』以来常連となった榊原郁恵が務め、また榊原はこの番組がシリーズ最後の出演となった。そして榊原のライバル的な人物を、同じくTBS系列局で放送された『江戸を斬る』シリーズや『大岡越前』シリーズで知名度を得た遠藤真理子が演じた。そのほか岩崎良美・中山圭子・岡幸恵といった当時の新人が起用された。
また、主人公達の周囲の人物は大石吾朗（先生役）・白石冬美（寮長役）・出光元（餡蜜屋の主人役）といったベテラン勢が脇を固め、餡蜜屋の息子で子役の佐野大輔（同名俳優とは異なる）がレギュラーで登場。『マジカル7大冒険』以来の子役のレギュラーが登場した。さらに、それまでの荒井注に代わるコメディ・リリーフとして、同じくTBS系列局で放送された『ザ・チャンス!』の2代目司会を務めた伊東四朗が出演した。

## ストーリー
東京のある町に所在する、芸能学校「オスカー・ミュージックスクール」。そこには明日のスターを夢見る、様々な生徒がいる。その中で、明るくて元気な少女・星ひとみ（榊原）を中心に、クールでロマンチストな藤原雪江（岩崎）、ノーマル少女・伊藤サユリ（中山）、美人だが勝気で意地っ張りな阿部由香（遠藤）、由香のイエスマン・梨本民子（岡）といった、個性的な少女5人で話を進めていく。さらに、行きつけの餡蜜屋の一家や、ひとみの曽祖父である幽霊・星幽太郎（伊東）が絡み、様々な事が起きていく。

## 登場人物

### オスカーミュージックスクール
星 ひとみ（ほし ひとみ）
演：榊原郁恵
本編の主人公。芸能学校「オスカーミュージックスクール」（以降「OMS」と表記）の生徒で、立派な歌手になろうと努力している。明るくて陽気な性格。
藤原 雪江（ふじわら ゆきえ）　
演：岩崎良美
OMSの生徒。クールでロマンチストな性格。ひとみの親友。
伊藤 サユリ（いとう サユリ）
演：中山圭子
OMSの生徒で歌手志望。個性的な他の4人と比べると、性格が爽やかな他はこれといった個性が無い、典型的なノーマル少女。
阿部 由香（あべ ゆか）
演：遠藤真理子
OMSの生徒で女優志望。抜群の美貌とスタイルとは裏腹に、勝気で意地っ張りでわがままな性格、いつも姉さんぶっている。また民子以外の生徒に対するライバル心が強く、相部屋の宏江（岩崎宏美）がデビューした時には、民子と共に「祝う必要など無い」という理由で歓送会を欠席したほど。今はひとみにライバル心を燃やしている。
梨本 民子（なしもと たみこ）
演：岡幸恵
OMSの生徒。由香の無二の親友で、常に由香の言う事に賛成するイエスマン。
竹村先生（たけむら せんせい）
演：大石吾朗
OMSの先生。
戸川寮長（とがわ りょうちょう）
演：白石冬美
OMSの生徒寮の寮長。時間などにとても厳しい。

### その他
（名称不明）
演：出光元
OMS生徒の行きつけの餡蜜屋のご主人。生徒達にも好意的。
ハルオ
演：佐野大輔
餡蜜屋の息子。店のマスコット的な存在で、やはり生徒達に好意的で、由香や民子も彼には弱い。
星 幽太郎（ほし ゆうたろう）
演：伊東四朗
ひとみの曽祖父。既に死去しているが成仏出来ないらしく、時々幽霊（何故か中世の騎士風）としてひとみの前に現れ、色々と助言を言う。しかしお節介な事が多く、ひとみには煙たい存在。また幽太郎の姿が見えたり、会話が出来るのはひとみだけであり、そのため、会話をしているひとみを見た生徒達からは不思議がられている。脚の部分のみ集合写真に写って騒ぎになった事がある。

## ゲスト出演
- 岩崎宏美（第1話、第25話）
- 桜田淳子（第3話）
- 高田みづえ（第4話）
- パティ（第4話）
- 山口百恵（第5話）
- 野口五郎（第5話、第17話）
- 桑原大輔（第7話）
- 狩人（第8話）
- 西城秀樹（第9話、第20話）
- 研ナオコ（第9話）
- さとうあき子（第10話）
- 新沼謙治（第11話）
- 相本久美子（第12話）
- BIBI（第12話）
- 沢田研二（第13話）
- 松田聖子（第14話）
- パル（第15話）
- 郷ひろみ（第16話）
- 平田昭彦（第18話、第19話）
- 田島真吾（第18話、第19話）
- 浜田朱里（第20話）
- 和田アキ子（第22話）
- 太田裕美（第23話）
- 石川ひとみ（第24話）
- 井上純一
- 甲斐智枝美

## 番組タイトル
1. 夢はスターだ!ん?幽霊だ!
2. 自信回復!幽霊大作戦
3. 主役をめざせ!ユーレイ大作戦
4. 甘い物ダメ?減量作戦SOS
5. 百恵DJと共演せよ五郎先生大特訓!
6. 男女交際禁止突破大作戦!
7. デモテープって何?愛する彼に贈る言葉
8. 失敗は成功のもと、カンニング必勝法
9. ひとみモデルにスカウトされる
10. 輝く!幽霊のそっくり大賞
11. 激烈!クラス委員選挙
12. 大旋風!女子寮に竹の子族現る
13. 寮に不審者!七変化の正体は?
14. 恐怖!幽霊の心霊写真
15. ひとみ狂乱!幽太郎の存在気づかれる!?
16. ひとみナゾの外出、恋人出現!?
17. 最も危険な夢
18. 天城高原合宿、ハルオが誘拐!?（唯一の屋外ロケ）
19. ひとみお見合い、幽太郎狂乱!
20. 拾った赤ちゃんはプレゼント?
21. 不思議な国のまことちゃん
22. クイズに挑戦!カップル誕生!?
23. 由香、再起不能!?ひとみとの運命の対立
24. 雪江ついにレコードデビュー!
25. ひとみ抜擢!スクール解散か?
26. さようなら幽太郎ひとみ涙の最終回

## エピソード
- 出光・遠藤・岡・佐野の4人は、同じくTBS系列局で放送された『チェック&チェック』にも出演していた。
- 最終回のエンディングでは、幽太郎が登場人物の未来を語ってこのドラマの幕を引いた。